# Sommaren
För årstiden, se sommar.
Sommaren är en svensk-dansk dramafilm från 1995 i regi av Kristian Petri.

## Om filmen
Filmen premiärvisades den 22 maj 1995 på filmfestivalen i Cannes. Inspelningen av filmen utfördes i Stockholm och Svinkløv i Danmark av Stefan Kullänger. Vid filmfotograffestivalen i Skopje Makedonien vann Kullänger första pris för sitt foto i Sommaren och Gunilla Röör tilldelades en Guldbagge för bästa kvinnliga huvudroll. Idén till filmen Sommaren fick Petri tio år före premiären när han läste den japanske författaren Yukio Mishimas novell Death in Midsummer. Filmen hade svensk premiär den 1 september 1995.

## Rollista i urval
- Gunilla Röör – Torun Hagberg
- Samuel Fröler – Mikael Hagberg
- Christopher Järredal-Antoniou – Sebastian, äldste sonen
- Lena Nilsson – Ellen, Toruns syster
- Jane Friedmann – Hildur, Toruns mamma
- Allan Svensson – Ralf Hagberg, Mikaels bror
- Thorsten Flinck – Olof, teaterregissör
- Leif Andrée – Erik
- Mikael Persbrandt – Peter
- Stefan Molin – Smeden
- David Lodin – Smedens handikappade bror
- Johan Rabaeus – Zacke
- Björn Granath – doktor Uddholm
- Lars Göran Lakke Magnusson – Ingvar, porrfilmsaktör
- Roland Hedlund – Björne, prästen
- Lena B. Eriksson – Krissan
- Lasse Petterson – Knut
- Axelle Axell – Iris

## Musik i filmen
- Myra, kompositör Erika Janson
- Que nadie sepa mi sufrir/Amor de mis amores/La foule (Folkhopen/Liksom ett rö för vinden), kompositör Ángel Cabral, spansk text Enrique Dizeo fransk text Michel Rivgauche svensk text Folkhopen Anna-Lena Brundin svensk text Liksom ett rö för vinden Olle Bergman
- Kindertotenlieder, kompositör Gustav Mahler, text Friedrich Rückert